# 清河小营桥站
清河小营桥站（工程名上清桥站）是一个位于中国北京市海淀区清河街道京藏高速与永泰庄北路交叉口，属于北京地铁昌平线的地铁车站，同时预留与北京地铁19号线换乘的条件。本站于2023年2月4日随昌平线清河站-西土城段一同开通。

## 位置
清河小营桥站位于京藏高速与永泰庄北路交叉路口。车站大致呈南北向布置。

## 车站设计

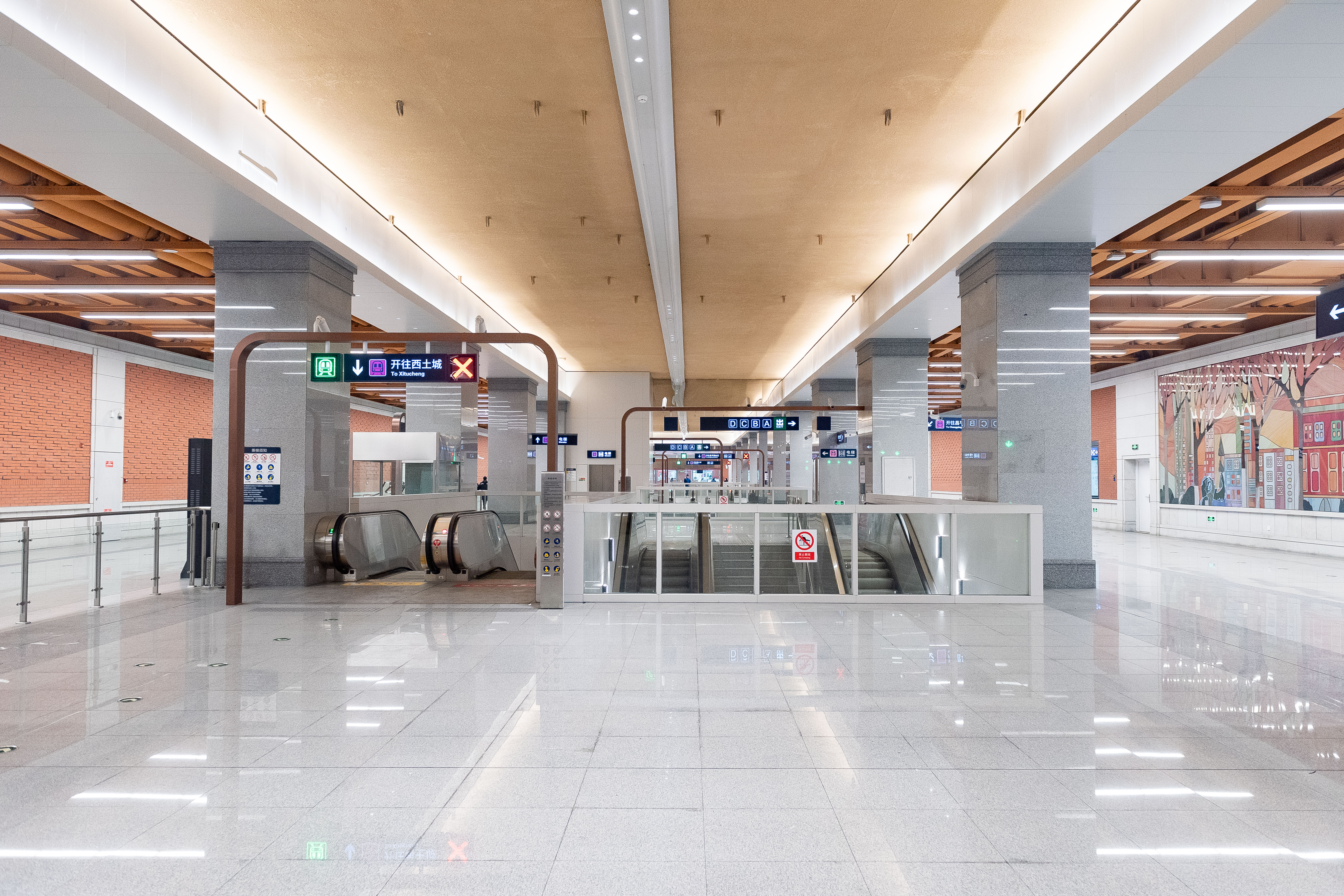
站厅

车站为地下四层车站，车站主体长度352.1米，标准段宽28.9米、高29.98米，採用四层三跨结构形式。

### 楼层分布
| 地面 |                              | A1－A2、B1－B3、C、D出口                              |  |  |
| B1层 |                              | 出入口夹层                                            |  |  |
| B2层 | 站厅                         | 客服中心、自动售票机、进出站闸机、B口下穿京藏高速通道 |  |  |
| B3层 |                              | 19号线预留轨道                                        |  |  |
|      | 岛式站台，昌平线列车左侧开门 |                                                       |  |  |
|      |                              | 昌平线 往蓟门桥 （学知园）                            |  |  |
| B4层 |                              | 19号线预留轨道                                        |  |  |
|      | 岛式站台，昌平线列车右侧开门 |                                                       |  |  |
|      |                              | 昌平线 往昌平西山口 （朱房北）                        |  |  |

### 站台

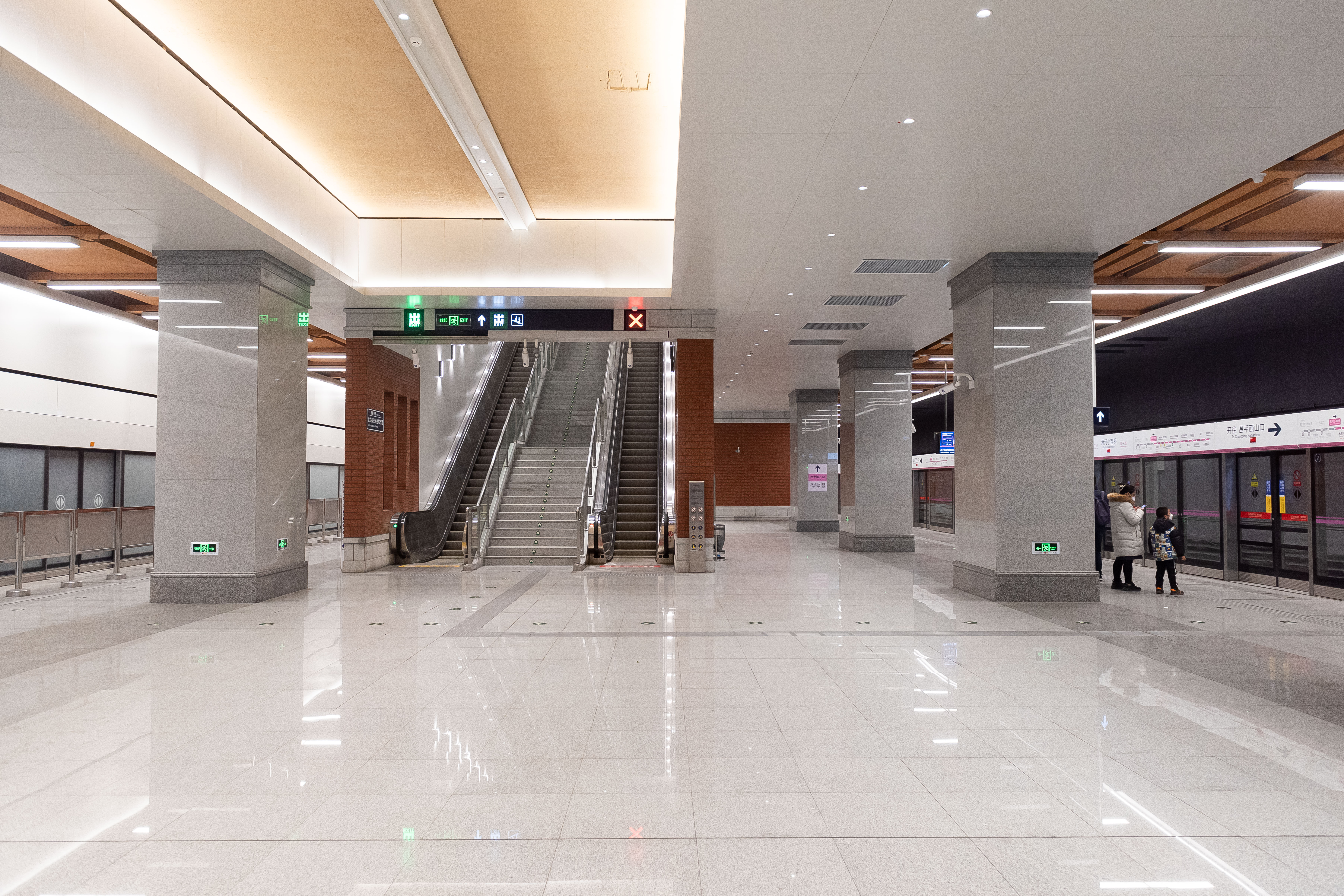
地下四层站台

本站设有两座叠落岛式站台，其中地下三层站台供昌平线南行列车停靠，地下四层站台供昌平线北行列车停靠，且有两组（共4台）高度达14.7米的扶梯直接连通站厅与地下四层站台。站台西侧为昌平线轨行区，东侧为19号线北延段预留的轨行区，昌平线和19号线的有效站台长度分别为118米、186米。

### 出入口
|                           |          |                                |      |            |
|                           |          |                                |      |            |
| 编号                      | 指示     | 建议前往的目的地               | 图片 | 无障碍设施 |
| 出口 · A · 1              | 清河镇路 | 小营西路、燕语清园小区         |      | 不適用     |
| 出口 · A · 2              | 清河镇路 |                                |      | 不適用     |
| 出口 · B · 1 · 升降机标志 | 京藏高速 | 京藏高速（西侧）               |      |            |
| 出口 · B · 2 · 升降机标志 | 京藏高速 | 京藏高速（东侧）、北京清河医院 |      |            |
| 出口 · B · 3              | 京藏高速 | 京藏高速（东侧）、永泰庄北路   |      | 不適用     |
| 出口 · C                  | 京藏高速 | 京藏高速（西侧）               |      | 不適用     |
| 出口 · D · 升降机标志     | 京藏高速 | 清河中街、清河二街             |      |            |
| 註： 設有                 |          |                                |      |            |

### 车站艺术

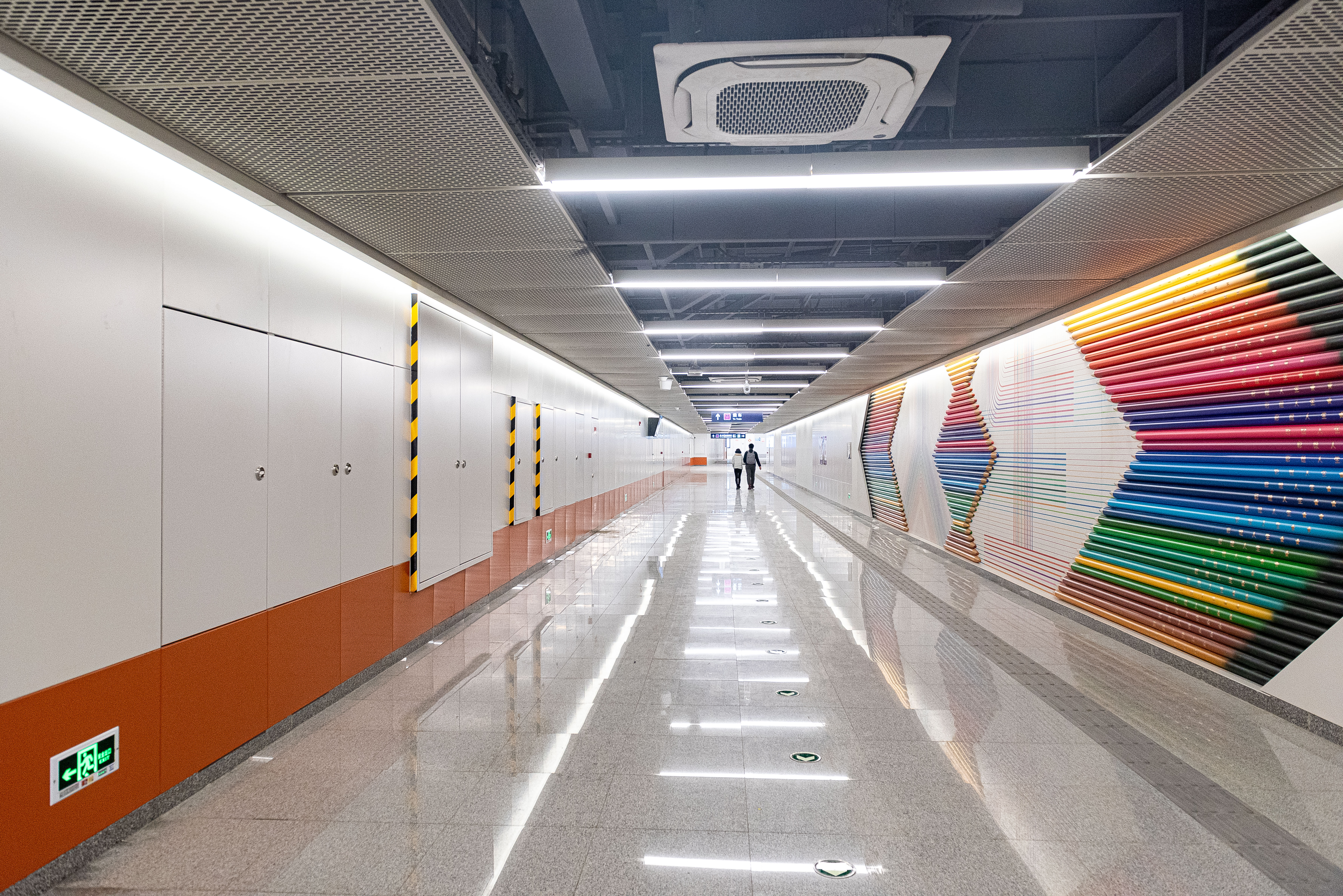
B2/B3口至站厅的下穿京藏高速通道

本站站厅付费区墙面装饰有两幅壁画，名为《交织的梦想》，分别描绘了校园与城市商务楼宇，表现当代青年学习与工作的场景；B口下穿京藏高速通道的墙面则装饰有以彩色铅笔为设计要素的壁画《绘彩人生》。

## 历史
2021年7月19日，北京市规划和自然资源委员会公布的昌平线南段各站命名预案中，本站称小营桥站。
2022年6月，本站定名为清河小营桥站。
2023年2月4日，本站随昌平线南延段开通运营。
2024年4月28日，本站作为19号线二期与昌平线的换乘站被纳入《北京轨道交通19号线二期线路一体化规划方案》公示稿。